# Championnat du monde féminin de bandy 2007
Le Championnat du monde de bandy féminin 2007 se tient en Hongrie du 12 février au 17 février. 

## Équipes participantes
- Suède
- Russie
- Norvège
- Finlande
- Canada
- États-Unis
- Hongrie

## Premier tour
- 11 février

Canada - Hongrie 6-0
- 12 février

Russie – Norvège 7-1
Finlande – États-Unis 5-0
Norvège – Canada 4-1
États-Unis - Hongrie 10-0
Suède - Russie 3-3 (Russie gagne aux tirs au but)
- 13 février

Finlande - Canada 2-3
Suède - Hongrie 6-0
Russie - États-Unis 10-0
Suède - Norvège 10-0
Russie - Hongrie 8-0
- 14 février

Suède - États-Unis 0-0 (Suède gagne aux tirs au but)
Norvège - Finlande 2-0
Russie - Canada 3-0
Norvège - États-Unis 3-0
Finland - Hongrie 4-0
- 15 février

Suède - Canada 9-0
Russie - Finlande 2-0
Norvège - Hongrie 5-0
Suède - Finlande 7-1
États-Unis - Canada 1-6
| Rank | Country    | Pts | V | N | D | Bp | Bc | Diff |
| ---- | ---------- | --- | - | - | - | -- | -- | ---- |
| 1    | Russie     | 11  | 5 | 1 | 0 | 33 | 4  | 29   |
| 2    | Suède      | 10  | 4 | 2 | 0 | 35 | 4  | 31   |
| 3    | Norvège    | 8   | 4 | 0 | 2 | 15 | 18 | -3   |
| 4    | Canada     | 6   | 3 | 0 | 3 | 16 | 19 | -3   |
| 5    | Finlande   | 4   | 2 | 0 | 4 | 12 | 14 | -2   |
| 6    | États-Unis | 3   | 1 | 1 | 4 | 11 | 24 | -13  |
| 7    | Hongrie    | 0   | 0 | 0 | 6 | 0  | 39 | -39  |

### Tour Final

#### Demi-finales
- 16 février

Russie - Canada 5-0
Suède - Norvège 7-0

#### Match pour la5eplace
- 16 février

Finlande - États-Unis 2-1

#### Match pour la3eplace
- 16 février

Canada - Norvège 3-3 (Norvège gagne les tirs au but)

#### Finale
- 17 février

Russie - Suède 2-3